# Paracuellos de Jiloca
Pour les articles homonymes, voir Paracuellos (homonymie).
Paracuellos de Jiloca est une commune d’Espagne, dans la province de Saragosse, communauté autonome d'Aragon comarque de Comunidad de Calatayud.